# Michal Šmíd
Michal Šmíd (* 20. října 1986 v Praze) je český fotbalový obránce, od července 2012 působící v Bohemians Praha 1905. Je bývalým mládežnickým reprezentantem Česka.

## Klubová kariéra
Svoji fotbalovou kariéru začal v pražské Slavii, odkud ještě jako dorostenec zamířil v roce 2002 do Libuše. V zimním přestupovém období sezony 2003–2004 se vrátil do Slavie, kde nastupoval pouze za B-mužstvo. V létě 2007 přestoupil do Dynama České Budějovice, odkud v roce 2009 zamířil na hostování do Dukly Praha po roce do týmu přestoupil. Před sezonou 2012–2013 zamířil na roční hostování s opcí do Bohemians Praha 1905 a před následujícím ročníkem do mužstva přestoupil.

## Reprezentační kariéra
Michal Šmíd je bývalým mládežnickým reprezentantem Česka. V minulosti nastupoval za kategorie do 15 a 16 let.